# Anomis involuta
Anomis involuta är en fjärilsart som beskrevs av Walker 1857. Anomis involuta ingår i släktet Anomis och familjen nattflyn. Inga underarter finns listade i Catalogue of Life.

## Bildgalleri

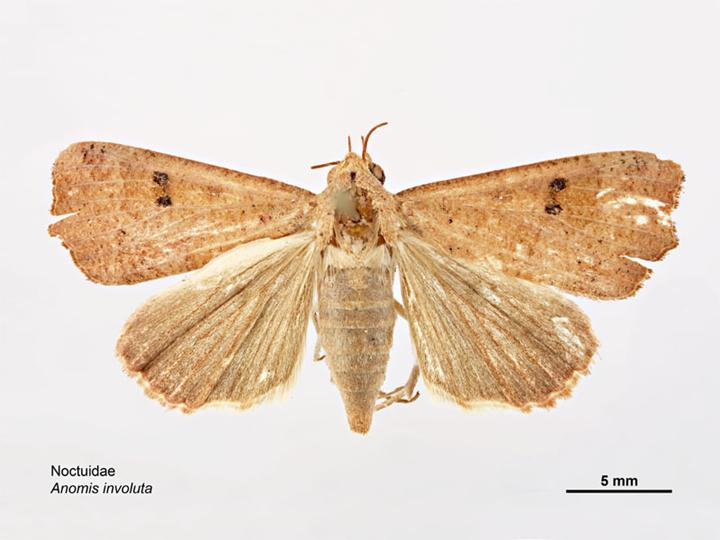